# Unione Sportiva Savoia 1922-1923
Questa voce raccoglie le informazioni riguardanti il Savoia nelle competizioni ufficiali della stagione 1922-1923.

## Divise
| Manica sinistra · Maglietta · Manica destra · Pantaloncini · Calzettoni |

## Organigramma societario
Area direttiva
- Presidente: Pasquale Fabbrocino
- Vice Presidente: Antonio Saporito
- Dirigenti: Cesarino Mazza, Raffaele Di Giorgio, Vincenzo Corcione, Salvatore Crispino, Teodoro Voiello

Area organizzativa
- Segretario generale: Pasquale Gugliotta

Il presidente Fabbrocino

Area tecnica
- Allenatore: Raffaele Di Giorgio

## Rosa
| N. |                   | Ruolo | Calciatore                 |
| -- | ----------------- | ----- | -------------------------- |
|    | Italia (bandiera) | P     | Vittorio Pelvi             |
|    | Italia (bandiera) | P     | Ciro Visciano              |
|    | Italia (bandiera) | D     | Giovanni Ardizzi           |
|    | Italia (bandiera) | D     | Mario Capra                |
|    | Italia (bandiera) | D     | Giuseppe Lobianco          |
|    | Italia (bandiera) | D     | Giovanni Nebbia (capitano) |
|    | Italia (bandiera) | C     | Nicola Cassese             |
|    | Italia (bandiera) | C     | Mario Orsini               |
|    | Italia (bandiera) | C     | Angelo Parodi              |

| N. |                   | Ruolo | Calciatore         |
| -- | ----------------- | ----- | ------------------ |
|    | Italia (bandiera) | C     | Salvatore Ranghino |
|    | Italia (bandiera) | A     | Giulio Bobbio      |
|    | Italia (bandiera) | A     | Ernesto Ghisi      |
|    | Italia (bandiera) | A     | Italo Moretti      |
|    | Italia (bandiera) |       | Mario De Gennaro   |
|    | Italia (bandiera) |       | Della Croce        |
|    | Italia (bandiera) |       | Aldo Marzorati     |
|    | Italia (bandiera) |       | Tieghi             |

## Calciomercato

### Sessione estiva
| Acquisti | Acquisti           | Acquisti    | Acquisti   |
| R.       | Nome               | da          | Modalità   |
| -------- | ------------------ | ----------- | ---------- |
|          | Giovanni Ardizzi   | Atalanta    | ???        |
| D        | Mario Capra        | Alessandria | ???        |
| C        | Nicola Cassese     | Puteolana   | ???        |
|          | Mario De Gennaro   | ???         | ???        |
| A        | Ernesto Ghisi      | Naples      | ???        |
|          | Giuseppe Lobianco  | Puteolana   | ???        |
|          | Mario Orsini       | Savoia      | dal vivaio |
| C        | Angelo Parodi      | Puteolana   | ???        |
| P        | Vittorio Pelvi     | Atalanta    | ???        |
|          | Salvatore Ranghino | ???         | ???        |
|          | Tieghi             | ???         | ???        |
| P        | Ciro Visciano      | ???         | ???        |

| Cessioni | Cessioni           | Cessioni    | Cessioni |
| R.       | Nome               | a           | Modalità |
| -------- | ------------------ | ----------- | -------- |
|          | Alice              | ???         | ???      |
| P        | Leonida Bertone    | ???         | ???      |
| A        | Bonansea           | ???         | ???      |
|          | Bonelli            | ???         | ???      |
|          | Canetta            | ???         | ???      |
| P        | Giuseppe Cangiullo | Bagnolese   | ???      |
| A        | Gennaro Fiore      | ???         | ???      |
| P        | Lovati             | ???         | ???      |
|          | Roncali            | ???         | ???      |
| A        | Osvaldo Sacchi     | Internaples | ???      |

## Risultati

### Prima Divisione

#### Girone di andata
| Arbitro: | Senes (Napoli) |

|                |           |                      |
| Piccirillo 15’ | Marcatori | 30’ Ghisi 30’ Tieghi |

| Arbitro: | Bellucci (Roma) |

|                      |           |  |
| Bobbio 24’ Ghisi 39’ | Marcatori |  |

| 3 dicembre 1922, ore ? CEST 3ª giornata - U.S. Savoia riposa |  | – |  |  |

| Arbitro: | Comandini (Roma) |

|                                |           |                                |
| Ghisi 32’, 47’ Bobbio 38’, 70’ | Marcatori | 49’ Coppola 59’ (aut.) Ardizzi |

| Arbitro: | Reichlin (Napoli) |

|           |           |                                     |
| Benzi 85’ | Marcatori | 4’ Bobbio 42’ Parodi 51’, 60’ Ghisi |

#### Girone di ritorno
| Arbitro: | Reichlin (Napoli) |

|                                                        |           |              |
| Ranghino 23’ Ghisi 26’ Parodi 35’, 74’ Bobbio 38’, 39’ | Marcatori | 16’ Palmieri |

| Napoli 21 gennaio 1923, ore ? CEST 7ª giornata | Internaples     | 0 – 0 | Savoia | \| Arbitro: \| Fioranti (Roma) \| |
| Arbitro:                                       | Fioranti (Roma) |       |        |                                   |

| 28 gennaio 1923, ore ? CEST 8ª giornata - U.S. Savoia riposa |  | – |  |  |

| Arbitro: | Ambrosini (Roma) |

|  |           |              |
|  | Marcatori | 55’ Ranghino |

| Arbitro: | Trama (Torre Annunziata) |

|                                                   |           |                  |
| Parodi 6’, 62’ Bobbio 8’, 75’ Ghisi 15’, 17’, 51’ | Marcatori | 11’, 47’ Luciani |

### Semifinali Lega Sud - Girone A

#### Girone di andata
| Arbitro: | Fioranti (Roma) |

|                                   |           |                          |
| Ranghino 6’, 77’ (rig.) Ghisi 49’ | Marcatori | 19’, 29’ Sisti 65’ Rossi |

| Torre Annunziata 13 maggio 1923, ore ? CEST 2ª giornata | Savoia | 2 – 0 (a tavolino) | Pro Italia | Campo Oncino |

| Roma 20 maggio 1923, ore ? CEST 3ª giornata | Alba Roma      | 0 – 0 | Savoia | \| Arbitro: \| Faini (Genova) \| |
| Arbitro:                                    | Faini (Genova) |       |        |                                  |

#### Girone di ritorno
| Arbitro: | Pasquinelli (Bologna) |

|  |           |                     |
|  | Marcatori | 8’ Parodi 84’ Ghisi |

| Taranto 3 giugno 1923, ore ? CEST 5ª giornata | Pro Italia | 0 – 2 (a tavolino) | Savoia |  |

| Arbitro: | Dani (Genova) |

|                      |           |  |
| Parodi 15’ Ghisi 80’ | Marcatori |  |

### Finale Lega Sud

#### Andata
| Arbitro: | Bistoletti (Milano) |

|                               |           |                                                      |
| Ghisi 5’ Capra 23’ Bobbio 85’ | Marcatori | 10’ (aut.) Lobianco 19’ (aut.) Nebbia 69’ Bernardini |

#### Ritorno
| Arbitro: | Mauro (Milano) |

|                                       |           |            |
| Bernardini 40’, 73’, 88’ Maneschi 55’ | Marcatori | 85’ Parodi |

## Statistiche

### Statistiche di squadra
| Competizione              | Punti | In casa | In casa | In casa | In casa | In casa | In casa | In trasferta | In trasferta | In trasferta | In trasferta | In trasferta | In trasferta | Totale | Totale | Totale | Totale | Totale | Totale | DR  |
| Competizione              | Punti | G       | V       | N       | P       | Gf      | Gs      | G            | V            | N            | P            | Gf           | Gs           | G      | V      | N      | P      | Gf     | Gs     | DR  |
| ------------------------- | ----- | ------- | ------- | ------- | ------- | ------- | ------- | ------------ | ------------ | ------------ | ------------ | ------------ | ------------ | ------ | ------ | ------ | ------ | ------ | ------ | --- |
| Prima Divisione 1922-1923 | 26    | 8       | 6       | 2       | 0       | 29      | 11      | 8            | 5            | 2            | 1            | 12           | 6            | 16     | 11     | 4      | 1      | 41     | 17     | +24 |
| Totale                    | 26    | 8       | 6       | 2       | 0       | 29      | 11      | 8            | 5            | 2            | 1            | 12           | 6            | 16     | 11     | 4      | 1      | 41     | 17     | +24 |

### Statistiche dei giocatori
| Giocatore     | Prima Divisione | Prima Divisione |
| Giocatore     | Presenze        | Reti            |
| ------------- | --------------- | --------------- |
| G. Ardizza    | 3               | 0               |
| G. Bobbio     | 13              | 8               |
| M. Capra      | 14              | 1               |
| N. Cassese    | 13              | 0               |
| M. De Gennaro | 1               | 0               |
| Della Croce   | 13              | 0               |
| E. Ghisi      | 14              | 14              |
| G. Lobianco   | 12              | 0               |
| A. Marzorati  | 2               | 0               |
| I. Moretti    | 2               | 0               |
| G. Nebbia     | 14              | 0               |
| M. Orsini     | 1               | 0               |
| A. Parodi     | 13              | 8               |
| V. Pelvi      | 13              | -15             |
| S. Ranghino   | 14              | 4               |
| Tieghi        | 11              | 2               |
| C. Visciano   | 1               | -2              |